# Slutstationen
Slutstationen är en satirisk science fiction-roman utgiven 1980 av pseudonymen Kennet Ahl. Den har anknytning till romanserien om den småkriminelle kåkfararen Kennet Ahl, genom att en av romanens huvudpersoner, boxaren med samma namn, är ättling till honom. Det är en dystopisk framtidsskildring av ett Sverige runt år 2080, präglat av stora klasskillnader och kärnkraftsolyckor. Befolkningen är indelad i tre vitt skilda grupper: ettor, tvåor och treor. Romanen är starkt samhällskritisk ur ett vänsterperspektiv.